# Färöische Fußballmeisterschaft der Frauen 2008
Die Färöische Fußballmeisterschaft der Frauen 2008 wurde in der 1. Deild genannten ersten färöischen Liga ausgetragen und war insgesamt die 24. Saison. Sie startete am 2. April 2008 und endete am 20. September 2008.
Die Aufsteiger Skála ÍF und VB/Sumba kehrten nach fünf beziehungsweise zwölf Jahren in die höchste Spielklasse zurück, Víkingur Gøta war durch die Fusion von GÍ Gøta mit LÍF Leirvík der 25. Teilnehmer dieser. Meister wurde Titelverteidiger KÍ Klaksvík, die den Titel somit zum neunten Mal in Folge und zum zehnten Mal insgesamt erringen konnten. Absteigen mussten hingegen erstmals B36 Tórshavn als Gründungsmitglied der 1. Deild, die sich vom Spielbetrieb zurückzogen, sowie VB/Sumba nach einem Jahr Erstklassigkeit.
Im Vergleich zur Vorsaison verbesserte sich die Torquote auf 4,63 pro Spiel. Den höchsten Sieg erzielte Skála ÍF durch ein 10:0 im Heimspiel gegen VB/Sumba am 17. Spieltag, was zugleich das torreichste Spiel darstellte.

## Modus
In der 1. Deild spielte jede Mannschaft nun an 20 Spieltagen jeweils vier Mal gegen jede andere. Die punktbeste Mannschaft zu Saisonende stand als Meister dieser Liga fest, die letzte Mannschaft stieg in die 2. Deild ab.

## Saisonverlauf

### Meisterschaftsentscheidung
KÍ Klaksvík dominierte die Saison und belegte von Anfang an den ersten Platz. Nur im Auswärtsspiel gegen B36 Tórshavn am achten Spieltag wurden beim 1:1 Punkte abgegeben, die restlichen Spiele konnten allesamt gewonnen werden. Die Entscheidung um die Meisterschaft fiel somit bereits am 15. Spieltag, als KÍ den Zweitplatzierten AB Argir zu Hause mit 2:0 besiegen konnte und damit uneinholbar war.

### Abstiegskampf
VB/Sumba belegte von Anfang an den letzten Platz. Im Heimspiel gegen Skála ÍF am vierten Spieltag gelang beim 1:1 der einzige Punktgewinn. Der Abstieg stand schließlich nach der 0:10-Auswärtsniederlage gegen den Vorletzten Skála am 17. Spieltag fest.

## Abschlusstabelle
| Pl. | Verein             | Sp. | S  | U | N  | Tore    | Diff. | Punkte |
| --- | ------------------ | --- | -- | - | -- | ------- | ----- | ------ |
| 1.  | KÍ Klaksvík (M, P) | 20  | 19 | 1 | 0  | 096:800 | +88   | 58     |
| 2.  | AB Argir           | 20  | 11 | 2 | 7  | 042:250 | +17   | 35     |
| 3.  | Víkingur Gøta 1    | 19  | 10 | 2 | 7  | 040:360 | +4    | 32     |
| 4.  | B36 Tórshavn       | 20  | 9  | 3 | 8  | 029:260 | +3    | 30     |
| 5.  | Skála ÍF (N)       | 20  | 5  | 1 | 14 | 032:660 | −34   | 16     |
| 6.  | VB/Sumba (N)       | 19  | 0  | 1 | 18 | 011:890 | −78   | 01     |

| (N) | Aufsteiger       |
| (M) | Meister 2007     |
| (P) | Pokalsieger 2007 |

## Spiele und Ergebnisse
|               | AB  | AB  | B36 | B36    | KÍ  | KÍ  | Skála | Skála | VB/S   | VB/S   | Vík | Vík    |
| ------------- | --- | --- | --- | ------ | --- | --- | ----- | ----- | ------ | ------ | --- | ------ |
| AB Argir      |     |     | 1:1 | 0-:- 2 | 0:1 | 0:3 | 5:1   | 5:0   | 4:2    | 0-:- 3 | 2:1 | 5:1    |
| B36 Tórshavn  | 2:1 | 1:2 |     |        | 1:1 | 0:3 | 4:3   | 2:1   | 0-:- 3 | 0-:- 3 | 2:2 | 0-:- 2 |
| KÍ Klaksvík   | 3:0 | 2:0 | 2:0 | 6:1    |     |     | 4:0   | 4:1   | 9:0    | 7:2    | 5:1 | 4:2    |
| Skála ÍF      | 3:2 | 1:5 | 0:3 | 0:1    | 0:9 | 0:9 |       |       | 3:1    | 10:00  | 1:2 | 1:5    |
| VB/Sumba      | 1:5 | 0:4 | 0:6 | 0:3    | 0:9 | 0:9 | 1:1   | 0:3   |        |        | 2:4 | 0-:- 4 |
| Víkingur Gøta | 1:1 | 1:0 | 1:0 | 3:2    | 0:2 | 0:4 | 3:1   | 1:2   | 6:1    | 6:1    |     |        |

## Torschützenliste
Bei gleicher Anzahl von Treffern sind die Spielerinnen nach dem Nachnamen alphabetisch geordnet.
| Platz | Spieler                    | Mannschaft    | Tore |
| ----- | -------------------------- | ------------- | ---- |
| 1     | Rannvá Andreasen           | KÍ Klaksvík   | 27   |
| 2     | Hanna Højgaard             | Víkingur Gøta | 21   |
| 3     | Olga Kristina Hansen       | KÍ Klaksvík   | 16   |
| 4     | Elin Kathrina Haraldsen    | AB Argir      | 15   |
| 5     | Sigrid Jacobsen            | KÍ Klaksvík   | 13   |
| 6     | Heidi Sevdal               | B36 Tórshavn  | 11   |
| 7     | Malena Josephsen           | KÍ Klaksvík   | 10   |
| 8     | Kirstinbjørg Frederiksberg | Skála ÍF      | 08   |
| 8     | Sofía Purkhús              | KÍ Klaksvík   | 08   |
| 10    | Rakul Magnussen            | B36 Tórshavn  | 07   |

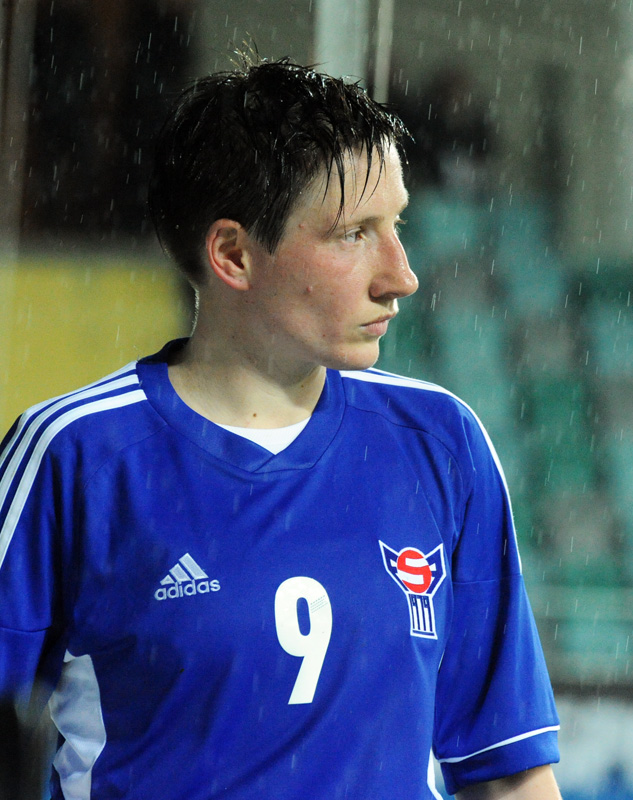
Torschützenkönigin Rannvá Andreasen

Dies war nach 1997, 1998, 2002, 2003, 2004 und 2006 der siebte Titel für Rannvá B. Andreasen.

## Trainer
| Mannschaft    | Trainer             | Spieltage |
| ------------- | ------------------- | --------- |
| AB Argir      | Lennard Petersen    | 01–20     |
| B36 Tórshavn  | Allan Dybczak       | 01–15     |
| B36 Tórshavn  | Jacob Thomsen       | 16–20     |
| KÍ Klaksvík   | Aleksandar Đorđević | 01–20     |
| Skála ÍF      | Ingun Hansen        | 01–20     |
| VB/Sumba      | Spasoje Biberdžić   | 01–20     |
| Víkingur Gøta | Magni Jarnskor      | 01–20     |

Nur B36 Tórshavn wechselte den Trainer aus, Auswirkungen auf die Tabellenplatzierung hatte dies jedoch keine.

## Spielstätten
In Klammern sind bei mehreren aufgeführten Stadien die Anzahl der dort ausgetragenen Spiele angegeben.
| Mannschaft    | Stadion           | Spielort   |
| ------------- | ----------------- | ---------- |
| AB Argir      | Inni í Vika       | Argir      |
| B36 Tórshavn  | Gundadalur (9)    | Tórshavn   |
| B36 Tórshavn  | Inni í Vika (1)   | Argir      |
| KÍ Klaksvík   | Við Djúpumýrar    | Klaksvík   |
| Skála ÍF      | Undir Mýruhjalla  | Skáli      |
| VB/Sumba      | Á Eiðinum         | Vágur      |
| Víkingur Gøta | Sarpugerði (9)    | Norðragøta |
| Víkingur Gøta | Uppi á Brekku (1) | Leirvík    |

## Schiedsrichter
Folgende Schiedsrichter, darunter auch jeweils einer aus Brasilien und Rumänien, leiteten die 54 ausgetragenen Erstligaspiele:
| Name                    | Stammverein  | Spiele |
| ----------------------- | ------------ | ------ |
| Alex Troleis            | B68 Toftir   | 06     |
| Sunniva Vesturdal       | EB/Streymur  | 06     |
| Johan Petur Michelsen   | HB Tórshavn  | 05     |
| Aleksandar Radosavlevic | TB Tvøroyri  | 04     |
| Bent Tommy Linklett     | HB Tórshavn  | 03     |
| Karl Marius Poulsen     | KÍ Klaksvík  | 03     |
| Eugen Voda              | Skála ÍF     | 03     |
| Fríðin Ziskason         | KÍ Klaksvík  | 03     |
| Pætur Albinus           | B36 Tórshavn | 02     |
| Bjarki Danielsen        | NSÍ Runavík  | 02     |
| Jákup Martin Kjeld      | NSÍ Runavík  | 02     |
| Birgir Sondum           | B36 Tórshavn | 02     |

Weitere 13 Schiedsrichter leiteten jeweils ein Spiel.

## Die Meistermannschaft
In Klammern sind die Anzahl der Einsätze sowie die dabei erzielten Tore genannt.
| 1. | KÍ Klaksvík |
|    | Rannvá Andreasen (20/27) \| Sølvá B. Andreasen (12/0) \| Olga Kristina Hansen (20/16) \| Sigrid Jacobsen (20/13) \| Doris í Garði Joensen (18/4) \| Margit Gaard Joensen (1/0) \| Marjun Stauss Joensen (14/2) \| Malena Josephsen (18/10) \| Eina Kalsø (5/0) \| Bára Klakstein (1/0) \| Vár Jenny Lydersen (11/1) \| Paula Mikkelsen (8/0) \| Svanna V. Nielsen (1/0) Adelheid Olsen (7/0) \| Ann Olsen (19/1) \| Olga Fríðunn Olsen (18/1) \| Ragna Patawary (20/2) \| Sofía Purkhús (12/8) \| Elsa Maria Simonsen (20/2) \| Jensa Sirdal (1/0) \| Anja Sjóstein (1/0) \| Paula Sjóstein (3/0) \| Tove Sólheyg (17/4) \| Ása Thomsen (6/3) \| Randi Wardum (3/0) - Trainer: Aleksandar Đorđević |

## Nationaler Pokal
Im Landespokal gewann Meister KÍ Klaksvík mit 1:0 gegen B36 Tórshavn und erreichte dadurch das Double.

## Europapokal
2008/09 spielte KÍ Klaksvík als Meister des Vorjahres in der 1. Runde des UEFA Women’s Cup. Die ersten beiden Begegnungen gingen mit 1:3 gegen 1. FC Femina (Ungarn) sowie mit 0:8 gegen Swesda 2005 Perm (Russland) verloren, im letzten Spiel gelang ein 2:2 gegen Gintra Universitetas (Litauen). Die Gruppe wurde somit auf dem letzten Platz beendet.